# Candelabru

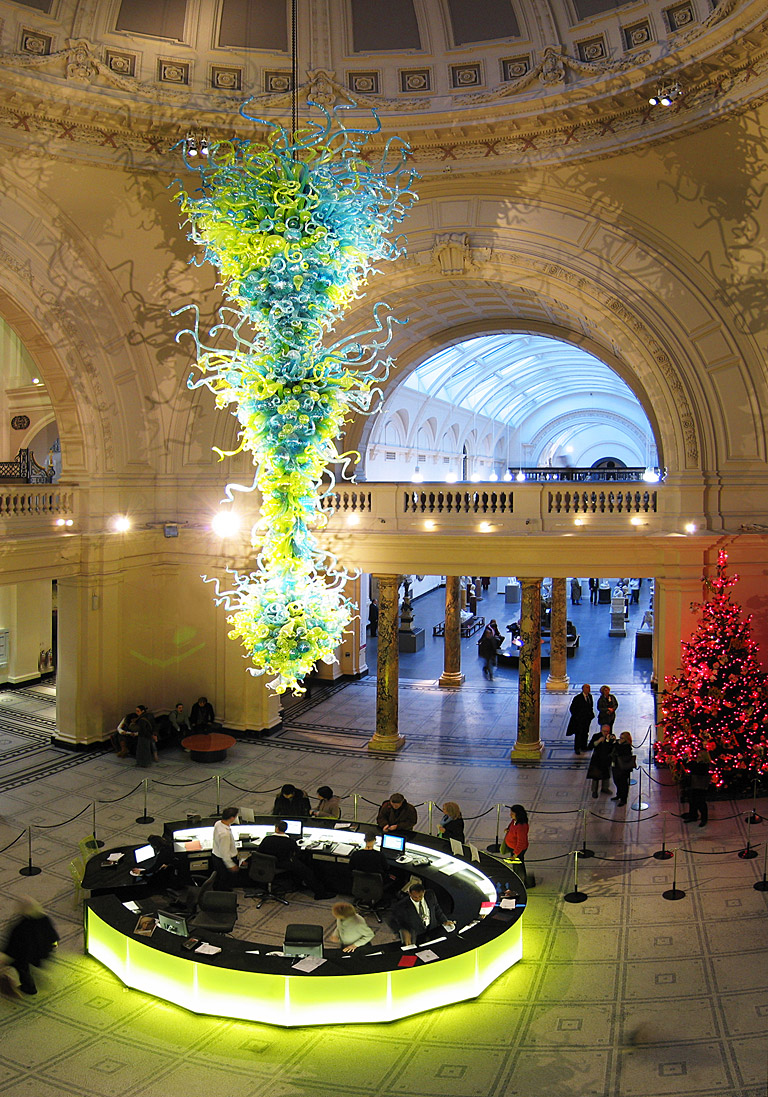
Acest candelabru înalt de 9 metri, făcut din sticlă suflată de către Dale Chihuly este instalat în sala rotondă din Victoria and Albert Museum, Londra.

Policandru de lemn în Biserica de lemn din Butoiești

Candelabrul (din latină candelabrum), denumit și policandru (din greacă πολυϰάνδηλον - polikándelon), este un suport frumos ornamentat, cu mai multe brațe pentru lumânări sau becuri electrice, suspendat de plafon.